# Теория за демократичния мир
Теория за демократичния мир (накратко Демократичен мир) е теория, която постулира, че демокрациите се колебаят дали да участват във въоръжени конфликти с други идентифицирани демокрации. В контраст с теориите, обясняващи ангажиментите на войната, е „Теорията на мира“. Тя очертава мотивите, които да възпрат държавно-спонсорираното насилие.
Някой теоретици предпочитат термини като „взаимен демократически пацифизъм“, така че да се изясни, че състоянието на мир не е в единствено число за демокрациите, а по-скоро, че е лесно да поддържа между демократичните нации.
Сред защитниците на Теорията за демократичния мир някои фактори са дадени като мотивация за мира между либералните държави:
- Демократичните лидери са принудени да приемат вината за военни загуби пред гласа на обществеността.
- Публичните държавни отговорници са по-склонни да установят дипломатически институции за решаване на международното напрежение
- Демокрациите са по-малко склонни да виждат страни с прилежаща политика и управляваща доктрина като враждебна;
- Демокрациите са склонни да имат по-голямо обществено богатство в сравнение с други държави, и затова избягват война за запазване на инфраструктура и ресурси;

Тези, които оспорват теорията, често го правят с аргумента, че тя смесва корелация с причинно-следствената връзка, и че академичните определения за „демокрация“ и „война“ могат да бъдат манипулирани така, че да произвеждат изкуствени тенденции.

## История
Въпреки че демократичната теория за мира не е строго или научно разглеждана до 1960 г., за основните принципи на понятието е оспорено още през 1700 г. в трудовете на философа Имануел Кант и политолога Томас Пейн. Кант предвещава теорията в есето си „Вечният мир“, написано през 1795 г., въпреки че той смята, че един свят, само с конституционните републики е само едно от няколко необходими условия за вечен мир. Теорията на Кант била, че мнозинството от хората никога не биха гласували да излязат на бой, освен при самозащита. Следователно ако всички нации са републики, това ще сложи край на войната, защото няма да има агресия.
По-рано, но с по-малко цитирани работи, Томас Пейн направил подобни или по-силни твърдения за вечната природа на републиката. Пейн пише „Здрав разум“ през 1766 г.: „Републиките на Европа са (може да кажем или винаги са били) в мир.“ Пейн оспорва мнението, че кралете биха започнали война заради гордостта си в ситуации, в които републиките на биха. „Демокрацията в Америка“ от френския историк и социален мислител Алексис дьо Токвил също оспорва твърдението, че дократическите нации са по-малко склонни да водят война.
Дейн Бабст, криминолог, бил първият, който направил статистическо изследване по темата. Академичният документ в подкрепа на теорията е публикуван през 1964 г. Той публикувал малко по-популярна версия през 1972 г. И двете версии веднага получили малко внимание.
Мелвин Смол и Дж. Дейвид Сингер отговорили: Те открили липсата на война между демократични държави с две „странични изключения“, но отрекли този модел да има статистическа зависимост. Този документ бил публикуван в Jerusalem Journal of International Relations, което накрая донесло по-голямо разпространение и внимание върху теорията.
И започнал академичният дебат. През 1983 г. документ от политолога Майкъл В. Дойл допринесе допълнително за популяризирането на теорията. Рудолф Дж. Румел имал друго ранно изследване, което привлякло значително малко внимание по темата в късните му работи.
Маоз и Абдолали (1989) разширили изследването до второстепенен конфликт отколкото война. Бреммер (1992) и Маоз & Рушет (1993) откриват съответствие между демокрация и спокойствие останало значимо след отчитане на много възможни смущаващи промени. Това направило теорията главен поток на социалната наука. Други изследователи опитали по-систематични обяснения как демокрацията може да доведе до мир и открили как демокрацията също може да засегне други аспекти на външните отношения, като сюзи и сътрудничество. Установени са многобройни допълнителни изследвания в тази област, след тези основополагащи. Повечето изследвания са открили, че съществува форма на демократичен мир, въпреки че нито методически спорове, нито съмнителни случаи са изцяло решени.